# Pericles de Limira
Pericles de Limira fue un dinasta de Limira que llegó a proclamarse rey de Licia (evidencias numismáticas: 380-360 a. C.).
Es posible que estuviera emparentado con Trbẽnimi, dinasta de Limira del siglo V a. C., el que es considerado artífice de la victoria licia sobre la Liga de Delos (429 a. C.) en la "Estela de Janto". Como indican el historiador griego Teopompo de Quíos (a través del epítome de Focio ) y la inscripción licia TL 104 b, Pericles derrotó al medo Artum̃para, dinasta de las regiones occidentales de Licia, tras lo cual se estableció como gobernante único, rompiendo con el Imperio aqueménida. Los licios participaron en la revuelta de las satrapías occidentales (366-360 a. C.), probablemente bajo la dirección de Pericles, aunque éste no es mencionado en las fuentes relacionadas con el episodio.